# إليسيو (لاعب كرة قدم)
إليسيو (بالبرتغالية: Eliseu Ramalho‏) هو لاعب كرة قدم برتغالي في مركز الوسط، ولد في 10 أبريل 1952 في Leça da Palmeira ‏ في البرتغال. شارك مع منتخب البرتغال لكرة القدم. أما مع النوادي، فقد لعب مع نادي بوافيشتا ونادي فارزيم ونادي ليتشويس.

## وصلات خارجية
- إليسيو (لاعب كرة قدم) على موقع قاعدة بيانات كرة القدم.إي يو (الإنجليزية)
- إليسيو (لاعب كرة قدم) على موقع قاعدة بيانات كرة القدم.إي يو (الإنجليزية)
- إليسيو (لاعب كرة قدم) على موقع ناشيونال فوتبول تيمز (الإنجليزية)